# 灰頂䲁

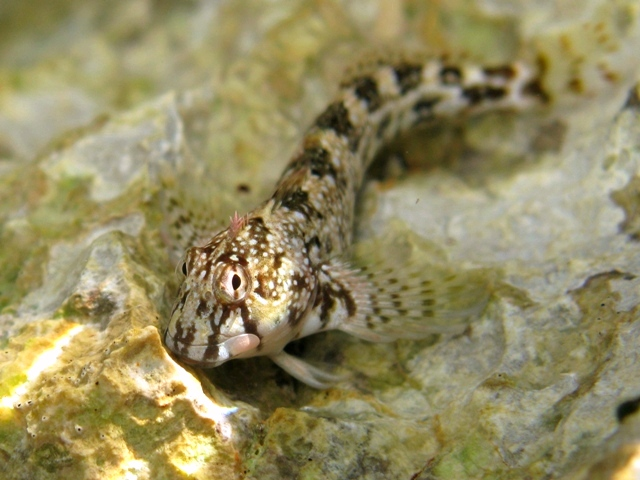
一尾灰頂䲁在克羅埃西亞海岸

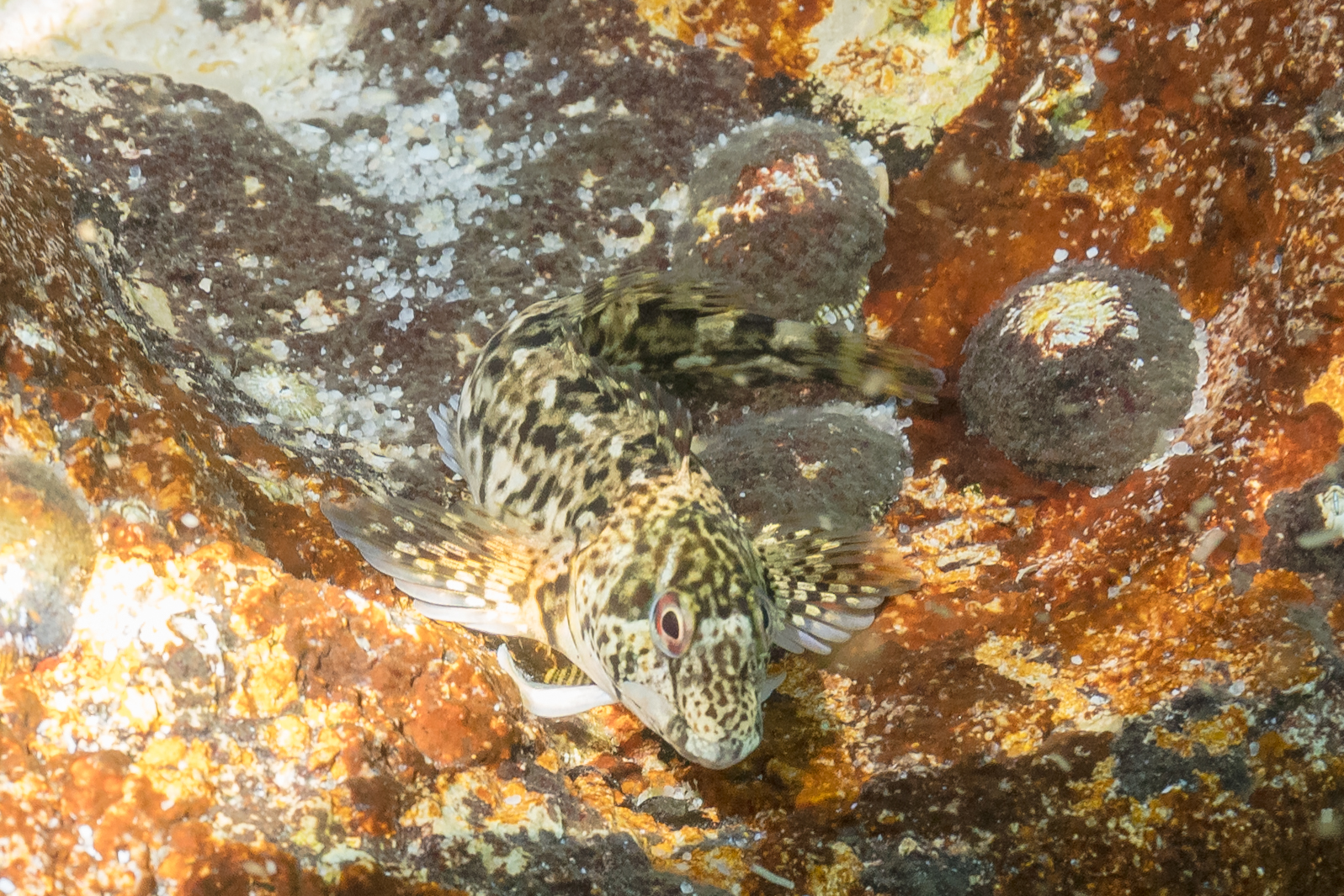
一尾灰頂䲁在葡萄牙塞圖巴爾所拍攝

灰頂䲁（學名：Coryphoblennius galerita），為輻鰭魚綱鳚形目䲁科頂䲁屬的一種，分布於東大西洋，從英吉利海峽至摩洛哥、加那利群島、馬德拉群島、地中海、馬爾馬拉海與黑海海域，本魚體呈長橢圓形，側扁，沒有鱗片，眼睛位於頭頂，嘴下位，體色為淺棕色，帶有橄欖綠色垂直條紋和淺藍色斑點，眼睛之間有流蘇狀的肉質冠，肉質冠沿著背部表面延伸，形成一系列短肉觸手，胸鰭大，可以用來抓住岩石表面，產卵期，雄魚會變得均勻地變暗或呈現大理石花紋，並且有白色的上唇，體長可達7.6公分，生活在岩石海岸潮間帶的中潮位附近，經常出現在陡峭的岩石表面直至湧浪區，躲在沒有茂密葉狀海藻的岩石水池中，低潮時，會離開水面，躲在岩石和海藻下，以便呼吸空氣，屬雜食性，主要食物是小型無脊椎動物及藻類，白天活動，特別是在漲潮時，夜間它可能會睡在離水面40公分的地方。繁殖期為夏季，在淺水區，有時是潮間帶水域進行，從五月到八月。雄魚的求偶方式是左右搖頭，雌魚會產下附著性的卵塊，雄魚會守護由幾隻雌魚產下的卵塊，並且會用魚鰭扇動卵，就像給卵充氣和清潔一樣，幼魚為浮游性，經常在淺水和沿海水域被發現。